# Dieter Zahn
Dieter Zahn (* 8. Februar 1940 in Magdeburg) ist ein deutscher Kontrabassist.

## Leben
Ab dem 14. Lebensjahr erhielt er Kontrabass-Unterricht bei F. Richter an der Fachschule für Musik Magdeburg. Von 1958 bis 1961 studierte er bei Heinz Zimmer an der Hochschule für Musik „Hanns Eisler“ Berlin. 1961 wurde er Musiker am Orchester der Komischen Oper Berlin. 1967 wurde er Solo-Bassist am Rundfunk-Sinfonieorchester Leipzig. 1970 gehörte er zu den Gründungsmitgliedern der Gruppe Neue Musik Hanns Eisler. Ab 1983 war er zudem Mitglied im Leipziger Consort. Konzerte führten ihn in viele Länder Europas und nach Mittelamerika. Mit der Eisler-Gruppe wurde er mehrfach ausgezeichnet u. a. mit dem Kunstpreis der DDR (1980), der Ehrennadel des Verbandes der Komponisten und Musikwissenschaftler der DDR in Gold (1988) und dem Schneider-Schott-Musikpreis Mainz (1991).